# Sporidesmium cymbispermum
Sporidesmium cymbispermum är en svampart som beskrevs av P.M. Kirk 1983. Sporidesmium cymbispermum ingår i släktet Sporidesmium, ordningen Pleosporales, klassen Dothideomycetes, divisionen sporsäcksvampar och riket svampar.   Inga underarter finns listade i Catalogue of Life.